# Karl II av Navarra

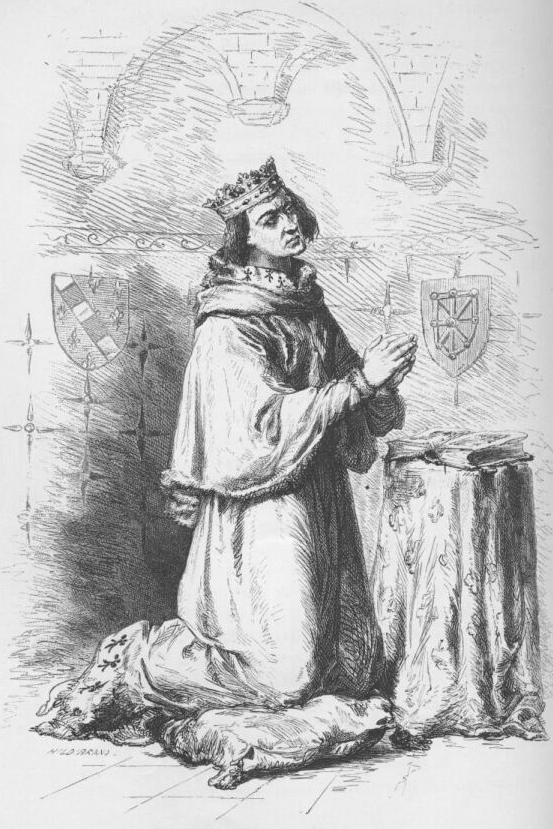
Karl II av Navarra.

Huset Évreux' vapensköld.

Karl II (kallad " den onde", franska: Charles le Mauvais), född 10 oktober 1332, död 1 januari 1387, var greve av Évreux från 1343 och kung av Navarra från 1349 till sin död. Han var son till Filip III av Navarra och Johanna II av Navarra,

## Biografi
Förutom kungadömet Navarra (i nuvarande norra Spanien och södra Frankrike) ägde han stora områden i Normandie som han hade ärvt av sina föräldrar. Modern hade nämligen fått ägorna i Normandie som kompensation för att hon hade avsagt sig alla anspråk på Frankrikes krona 1328. Karl hoppades länge på att hans egna anspråk på den franska tronen skulle erkännas, eftersom hans morfar var kung Ludvig X av Frankrike. 
1354 var han inblandad i en fransk konstapels död och den franske kungen Johan II svarade då med att anfalla Evreux och Navarra. Sedan Karl då hade allierat sig med den engelske prinsen Edvard ("den svarte prinsen") återvände lugnet, fram till 1356, då kung Johan fängslade honom. Han släpptes emellertid åter fri efter slaget vid Poitiers samma år.

## Familj
Karl var gift med Johan II:s dotter Johanna av Frankrike och fick med henne sju barn:
- Marie, född 1360, död 1412, gift 1393 med hertig Alfons av Aragonien
- Karl III, född 1361, död 1425, efterträdde sin far som greve av Évreux och kung av Navarra vid dennes död 1387
- Bonne, född 1364, död 1389
- Peter, född 1366, död 1412, greve av Mortain
- Filip, född 1368, död i späd ålder
- Johanna, född 1370, död 1437, drottning av England, gift med Henrik IV
- Blanca, född 1372, död 1385